# 9104 Matsuo
9104 Matsuo eller 1996 YB är en asteroid i huvudbältet som upptäcktes den 20 december 1996 av den japanska astronomen Takao Kobayashi vid Ōizumi-observatoriet. Den är uppkallad efter Atsushi Matsuo.
Asteroiden har en diameter på ungefär 9 kilometer och den tillhör asteroidgruppen Dora.